# 盖尔莱斯坎
盖尔莱斯坎（法語：Guerlesquin，法語發音：[gɛʁlɛskɛ̃]）是法国菲尼斯泰尔省的一个市镇，位于该省东北部，属于莫尔莱区。

## 地理
盖尔莱斯坎（48°31'3"N, 3°35'19"W）面积21.83 平方千米，位于法国布列塔尼大區菲尼斯泰尔省，该省份为法国最西部的省份，位于布列塔尼半岛西部，北西南三面环大西洋，东临阿摩尔滨海省和莫尔比昂省。
与盖尔莱斯坎接壤的市镇（或旧市镇、城区）包括：普卢埃加特穆瓦桑、普卢格拉斯、普卢内兰、博措雷勒。

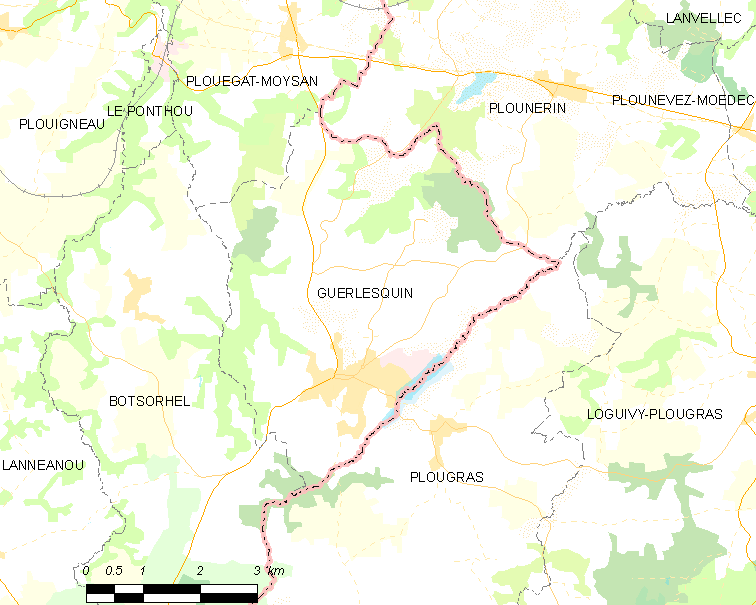
盖尔莱斯坎的OSM定位图

盖尔莱斯坎的时区为UTC+01:00、UTC+02:00（夏令时）。

## 行政
盖尔莱斯坎的邮政编码为29650，INSEE市镇编码为29067。

## 政治
盖尔莱斯坎所属的省级选区为普卢伊尼欧县。

## 人口

1962-2008年间盖尔莱斯坎人口变化图示

盖尔莱斯坎于2022年1月1日时的人口数量为1259人。